# Камионджии
„Камионджии“ (на сръбски: Kamiondzije d.o.o.) е сръбски комедиен сериал, излъчен за първи път през 2020 г. 

## Излъчване
| Сезон | Епизоди | Начало на сезона | Край на сезона   |
| ----- | ------- | ---------------- | ---------------- |
| 1     | 20      | 28 декември 2020 | 22 януари 2021   |
| 2     | 12      | 8 януари 2022    | 13 февруари 2022 |
| 3     | 12      | 8 април 2023     | 21 май 2023      |

## В България
В България сериалът започва на 22 май 2023 г. по bTV и завършва на 4 юли, като са излъчени първите два сезона. На 24 юли започва повторно излъчване по bTV Comedy. Дублажът е на Sound City Studio. Ролите се озвучават от Даниела Горанова, Стефани Рачева, Станислав Пищалов, Николай Върбанов и Георги Тодоров.